# Cryptotrichosporon anacardii
Cryptotrichosporon anacardii är en svampart som beskrevs av Okoli & Boekhout 2007. Cryptotrichosporon anacardii ingår i släktet Cryptotrichosporon och familjen Trichosporonaceae.   Inga underarter finns listade i Catalogue of Life.